# Ітапекуру-Мірін (мікрорегіон)
Ітапекуру-Мірін (порт. Microrregião de Itapecuru Mirim) — мікрорегіон в Бразилії, входить в штат Мараньян. Складова частина мезорегіону Північ штату Мараньян. Населення становить 164 473 чоловік на 2006 рік. Займає площу 6785,333 км². Густота населення — 24,2 чол./км².

## Склад мікрорегіону
До складу мікрорегіону включені наступні муніципалітети:
1. Кантаньєді
2. Ітапекуру-Мірін
3. Матойнс-ду-Норті
4. Міранда-ду-Норті
5. Ніна-Родрігіс
6. Пірапемас
7. Презіденті-Варгас
8. Варжен-Гранді

| Бразилія | Це незавершена стаття з географії Бразилії. Ви можете допомогти проєкту, виправивши або дописавши її. |